# Torrance Coombs
Torrance Coombs, född 14 juni 1983 i Vancouver i British Columbia, är en kanadensisk-amerikansk skådespelare. 
Han är bland annat känd för sina roller som Thomas Culpepper i Showtimes historiska dramaserie The Tudors, Sam Besht i den kanadensiska serien Endgame och Sebastian "Bash" i The CW:s serie Reign. Han spelar även en av huvudrollerna i Hallmark Channels TV-film Royally Ever After (premiär 16 juni 2018).

## Filmografi

### Filmer
| År   | Titel              | Roll                | Noteringar                                                                         |
| ---- | ------------------ | ------------------- | ---------------------------------------------------------------------------------- |
| 2005 | Judy's Comeuppance | Sjukvårdsbiträde #2 | Kortfilm                                                                           |
| 2009 | The Familiar       | Sam Matheson        | Kortfilm Nominerad − Leo Award för Bästa Manliga Framträdande i ett Kortfilmsdrama |
| 2009 | Good Image Media   | PJ                  | Kortfilm                                                                           |
| 2011 | Afghan Luke        | Private Davey       |                                                                                    |
| 2011 | Killer Mountain    | Chance              | TV-film                                                                            |
| 2013 | Kill For Me        | Cameron             |                                                                                    |
| 2013 | Liars All          | Dennis              |                                                                                    |
| 2014 | Drawing Home       | Kit Paley           | I postproduktion                                                                   |
| 2015 | Eadweard           | Bell                |                                                                                    |
| 2016 | The Last Heist     | Paul                |                                                                                    |
| 2018 | Royally Ever After | Daniel              | TV-film från Hallmark Channel                                                      |

### TV-serier
| År        | Titel                | Roll                         | Noteringar |
| --------- | -------------------- | ---------------------------- | --- |
| 2007      | Supernatural         | Mitch                        | Avsnitt: "Hollywood Babylon" |
| 2008      | jPod                 | John Doe                     | Huvudroll; 13 avsnitt |
| 2009      | Battlestar Galactica | Lance Corporal C. Sellers    | Avsnitt: "Someone to Watch Over Me" |
| 2010-2012 | Heartland            | Chase Powers                 | 10 avsnitt |
| 2010      | The Tudors           | Thomas Culpepper             | 5 avsnitt |
| 2011      | Endgame              | Sam Besht                    | Huvudroll; 13 avsnitt |
| 2011      | Haven                | Kyle Hopkins                 | Avsnitt: "Sins of the Fathers" |
| 2013-2016 | Reign                | Sebastian "Bash" de Poitiers | Huvudroll; 62 avsnitt Nominerad − Monte-Carlo Television Festival för framstående skådespelare i en dramaserie, 2014 Nominerad − Teen Choice Award för Breakout-serie, 2014 Nominerad − Golden Maple Award för bästa skådespelare i en TV-serie sänd i USA, 2015 |
| 2017      | Still Star-Crossed   | Paris                        | Huvudroll |
| 2018      | The Originals        | Declan                       | Från säsong 5 |

## Källhänvisningar
Artikeln är till stor del baserad på motsvarande artikel på engelskspråkiga Wikipedia.